# Писарский, Зигмунд
Зи́гмунд Писа́рский (пол. Zygmunt Pisarski; 24 апреля 1902, Красныстав, Люблинское воеводство — 30 января 1943, Гдешин, Люблинское воеводство) — блаженный Римско-католической церкви, священник, мученик. Входит в число 108 блаженных польских мучеников, беатифицированных римским папой Иоанном Павлом II во время его посещения Варшавы 13 июня 1999 года.

## Биография
В 1921 году Зигмунд Писарский поступил в Высшую Духовную семинарию в Люблине. 27 июня 1926 года был рукоположён в священника, после чего служил на востоке Польши викарием в приходах селений Модлибожице, Суль, Замх, Тшеншины, Переспа. С 1 сентября 1933 года служил настоятелем в приходе Успения Богородицы в селении Гдешин. В своей пастырской деятельности уделял особое внимание католическому движению «Католическая Акция». 
После начала Второй мировой войны был арестован и казнён Гестапо из-за того, что не желал выдать местонахождение советских партизан.

## Прославление
13 июня 1999 года Зигмунд Писарский был беатифицирован римским папой Иоанном Павлом II вместе с другими польскими мучениками Второй мировой войны. В Гдешине его именем названа средняя школа.
День памяти в Католической церкви — 12 июня.

## Источник
- T. Kaczmarek Ateneum Kapłańskie, Zeszyt 1 (548), Lipiec — Sierpień 2000, т. 135